# ژونگجین
ژونگجین (انگلیسی: Zhongjin) شرکت معادن و فلزات چینی است، که در سال ۱۹۸۴ تأسیس شد.